# آنتونیو داسیلوا ریبیرو
آنتونیو داسیلوا ریبیرو (انگلیسی: António da Silva Ribeiro؛ زادهٔ ۱۴ اکتبر ۱۹۵۷) فرمانده نظامی اهل پرتغال است، که هم‌اکنون به‌عنوان رئیس ستاد کل نیروهای مسلح پرتغال فعالیت می‌کند. وی پیش‌تر فرمانده نیروی دریایی پرتغال بود.